# Ligne Ibara
La ligne Ibara (井原線, Ibara-sen) est une ligne ferroviaire exploitée par la compagnie privée Ibara Railway dans les préfectures d'Okayama et d'Hiroshima au Japon. Elle relie la gare de Sōja à Sōja à celle de Kannabe à Fukuyama.

## Histoire
La construction de la ligne par la Japanese National Railways débute en 1966, mais les travaux s'arrêtent en 1980 à la suite des difficultés financières de la compagnie. La compagnie Ibara Railway, créée en 1986, reprend les travaux et la ligne ouvre finalement le 11 janvier 1999.

## Caractéristiques

### Ligne
- Longueur : 41,7 km
- Ecartement : 1 067 mm
- Nombre de voies : 
  - Double voie de Sōja à Kiyone (voies partagées avec la ligne Hakubi de la JR West)
  - Voie unique le reste de la ligne

### Liste des gares
La ligne comporte 15 gares.
| Gare                   | Nom japonais   | Distance (km) | Correspondances        | Localisation | Localisation           |
| ---------------------- | -------------- | ------------- | ---------------------- | ------------ | ---------------------- |
| Sōja                   | 総社           | 0             | JR West : Hakubi, Kibi | Sōja         | Préfecture d'Okayama   |
| Kiyone                 | 清音           | 3,4           | JR West : Hakubi       | Sōja         | Préfecture d'Okayama   |
| Kawabejuku             | 川辺宿         | 6,0           |                        | Kurashiki    | Préfecture d'Okayama   |
| Kibinomakibi           | 吉備真備       | 8,2           |                        | Kurashiki    | Préfecture d'Okayama   |
| Bitchū-Kurese          | 備中呉妹       | 11,1          |                        | Kurashiki    | Préfecture d'Okayama   |
| Mitani (ja)            | 三谷           | 15,1          |                        | Yakage       | Préfecture d'Okayama   |
| Yakage                 | 矢掛           | 18,2          |                        | Yakage       | Préfecture d'Okayama   |
| Oda                    | 小田           | 23,4          |                        | Yakage       | Préfecture d'Okayama   |
| Sōunnosato-Ebara       | 早雲の里荏原   | 26,8          |                        | Ibara        | Préfecture d'Okayama   |
| Ibara                  | 井原           | 30,5          |                        | Ibara        | Préfecture d'Okayama   |
| Izue                   | いずえ         | 32,3          |                        | Ibara        | Préfecture d'Okayama   |
| Komoriutanosato-Takaya | 子守唄の里高屋 | 34,1          |                        | Ibara        | Préfecture d'Okayama   |
| Goryō                  | 御領           | 37,6          |                        | Fukuyama     | Préfecture d'Hiroshima |
| Yuno                   | 湯野           | 39,5          |                        | Fukuyama     | Préfecture d'Hiroshima |
| Kannabe                | 神辺           | 41,7          | JR West : Fukuen       | Fukuyama     | Préfecture d'Hiroshima |